# Killzone: Liberation
Killzone: Liberation est un jeu vidéo d'action développé par Guerrilla Games et édité par Sony Computer Entertainment, sorti en 2006 sur PlayStation Portable. Il s'agit de la suite du premier Killzone, sorti sur PlayStation 2.
17 ans plus tard, en 2023, le jeu a été ressorti pour PlayStation 4 et PlayStation 5, inclus dans la formule du PlayStation Plus Premium.

## Synopsis
Après avoir repoussé l'invasion Helgaste de Vekta, l'ISA, avec l'aide de la Terre, à repris le contrôle de Vekta City, capitale de la planète, et dispersé les forces Helgastes de la 3e armée. Mais deux mois plus tard, ces dernières se sont regroupées sous les ordres du général Armin Metrac, qui a reçu l'ordre de l'Autarque Scolar Visari de reprendre l'initiative par tous les moyens, et ont repris le sud de Vekta.
Désormais, ils tentent de s'emparer d'une base stratégique de l'ISA et de capturer des VIP. Par conséquent, il est de nouveau fait appel au Capitaine Jan Templar des Forces de Réaction Rapides de l'ISA pour affronter les Helgastes et mettre un terme définitif à l'invasion.

## Système de jeu
L'aventure se joue en vue « à la 3e personne » avec une caméra placée au-dessus du personnage, ce qui confère au jeu un aspect tactique absent du premier épisode sur PlayStation 2. Le système est adapté à la PSP, le joystick sert à bouger le personnage.

## Accueil
- Jeuxvideo.com : 16/20[1]